# Livsvärlden
Livsvärlden (tyska die Lebenswelt) är ett filosofiskt begrepp, som ibland även används inom samhällsvetenskaperna, och avser den förnimbara, subjektiva, världen som den enskilda människan upplever den, i motsats till världen som representation eller analys. Denna analyserade, objektiva, verklighet som anses existera utan att subjektet påverkar den. (jämför Kants "tinget i sig"; "Das Ding an Sich".)
Uttrycket användes av Edmund Husserl i boken Logische Untersuchungen (1901) som ett uttryck för den nya fenomenologins ambitioner. Verkligt genomslag fick det dock troligen först genom hans bok Cartesianische Meditationen und Pariser Vorträge (1931), där det fungerar som en reaktion på Martin Heideggers analys av varande-i-världen (In-der-Welt-Sein) i Sein und Zeit (1927). Begreppet utreddes ytterligare av Jan Patočka, Alfred Schütz, Maurice Merleau-Ponty, Jürgen Habermas och andra. I den husserlska betydelsen betecknar livsvärlden den oreducerade verkligheten. Den omgivning som är vår är inte blott summan av tingen omkring oss utan historiskt (teoretiskt) och (extrateoretiskt) kontextuellt konstituerad.
För Habermas är livsvärlden mer eller mindre omgivningen till kompetenser, handlingar och attityder vilka representeras i subjektets egen kognitiva horisont. Det är den levda verkligheten av informell, kulturbunden förståelse och det gemensamma rummet. Att rationalisera livsvärlden är ett nyckelbegrepp i Habermas Theorie des kommunikativen Handelns. 
Social koordination och systematisk reglering uppstår genom gemensamma handlingar, trosuppfattningar, värderingar, och interaktiva strukturer, vilka kan vara institutionellt förankrade. Människan är av nödvändighet i en livsvärld, eftersom individer och interaktioner grundar sig på sedvänja och kulturella traditioner, för att konstruera identiteter och definiera situationer (för förståelse eller underhandlingar), för att samordna handlingar samt skapa social solidaritet.
Husserls "livsvärld" motsvarar Greimas "den naturliga världen", för vilken han upprättade en semiotik.